# Jean-Pierre Touchard
Jean-Pierre Touchard est un informaticien français, notamment impliqué dans le domaine du réseau informatique Cyclades.

## Biographie
Jean-Pierre Touchard a commencé sa carrière comme instituteur « avant de tomber en 1963 dans l’informatique », en intégrant la Compagnie des Machines Bull. Il travaille ensuite à la Compagnie internationale pour l'informatique et est « prêté par la CII » au  projet Cyclades (réseau), un réseau d'ordinateurs utilisant le  datagramme, une technologie révolutionnaire pour l'époque. Jean-Pierre Touchard est chargé à la Compagnie internationale pour l'informatique des développements sur le Frontal MCR et Cigale. Le code du frontal MCR, venu de la gamme dérivée du Mitra 15 était écrit en Metasymbol, langage fondé sur des concepts très différents des macro-assembleurs habituels, qui travaillaient sur des chaînes de caractères. Le langage Metasymbol utilisait un texte encodé et des structures de listes élaborées, permettant de mémoriser et d’exploiter des propriétés, via un ensemble de méta-instructions défini et un typage des données.